# Elezioni presidenziali nella Repubblica del Congo del 2009
Le elezioni presidenziali nella Repubblica del Congo del 2009 si tennero il 12 luglio.

## Risultati
| Candidati                              | Partiti                                    | Voti      | %     |
| -------------------------------------- | ------------------------------------------ | --------- | ----- |
| Denis Sassou Nguesso                   | Partito Congolese del Lavoro               | 1 055 117 | 78,61 |
| Joseph Kignoumbi Kia Mboungou          | Indipendente                               | 100 181   | 7,46  |
| Nicéphore Antoine Fylla de Saint-Eudes | Partito Repubblicano Liberale              | 93 749    | 6,98  |
| Mathias Dzon                           | Alleanza per la Repubblica e la Democrazia | 30 861    | 2,30  |
| Joseph Hondjuila Miokono               | Indipendente                               | 27 060    | 2,02  |
| Guy Romain Kinfoussia                  | Indipendente                               | 11 678    | 0,87  |
| Jean François Tchibinda-Kouangou       | Indipendente                               | 5 475     | 0,41  |
| Anguios Nganguia-Engambé               | Indipendente                               | 4 064     | 0,30  |
| Ernest Bonaventure Mizidi Bavoueza     | Indipendente                               | 3 594     | 0,27  |
| Clément Mierassa                       | Indipendente                               | 3 305     | 0,25  |
| Bertin Pandi-Ngouari                   | Indipendente                               | 2 749     | 0,20  |
| Marion Michel Mandzimba Ehouango       | Indipendente                               | 2 612     | 0,19  |
| Jean Ebina                             | Indipendente                               | 1 797     | 0,13  |
| Totale                                 | Totale                                     | 1 342 242 | 100   |